# Tangerine Dream Live Ottawa
Tangerine Dream Live Ottawa 20th june 1986 is een livealbum van Tangerine Dream. Het is een album dat is uitgegeven ter bestrijding van bootlegs met muziek van de groep, die destijds in ruime mate de ronde deden. Het album dat in 10.000 exemplaren verscheen is een van de weinig geheel correct uitgevoerde uitgaven in de Bootmoon-serie. Andere albums werden geteisterd door misdrukken, spelfouten etc.

## Musici
- Christopher Franke, Edgar Froese, Paul Haslinger – synthesizers, elektronica

## Muziek
| Nr. | Titel                     | Duur  |
| --- | ------------------------- | ----- |
| 1.  | Pilots of purple twilight | 5:13  |
| 2.  | Stratosfear               | 6:50  |
| 3.  | Akash deep                | 13:12 |
| 4.  | Beneath the waves         | 3:09  |
| 5.  | Zen garden                | 4:59  |
| 6.  | Scuba scuba               | 4:48  |
| 7.  | Coloured rain             | 3:46  |
| 8.  | piano solo                | 4:29  |

| Nr. | Titel                                        | Duur  |
| --- | -------------------------------------------- | ----- |
| 1.  | Dolphin dance                                | 9:04  |
| 2.  | Ride on the ray                              | 10:53 |
| 3.  | Going west                                   | 5:46  |
| 4.  | Yellowstone Park                             | 5:54  |
| 5.  | Underwater twilight                          | 4:25  |
| 6.  | Legend leftover                              | 3:36  |
| 7.  | Unicorn theme                                | 7:16  |
| 8.  | Pianoconcerto K466 (Wolfgang Amadeus Mozart) | 2:09  |
| 9.  | Rare bird                                    | 4:37  |
| 10. | Bois de Boulogne                             | 5:53  |

CD1: Tangerine Dream Live Aachen ·
CD2: Tangerine Dream Live Montreal ·
CD3: Tangerine Dream Live Paris ·
CD4: Tangerine Dream Live Sydney ·
CD5: Tangerine Dream Live Ottawa ·
CD6: Tangerine Dream Live Brighton ·
CD7: Tangerine Dream Live Cleveland ·
CD8: Tangerine Dream Live Detroit ·
CD9: Tangerine Dream Live Preston